# 小行星22723
小行星22723（22723 Edlopez）是一颗绕太阳运转的小行星，为主小行星带小行星。该小行星于1998年9月发现。

## 轨道参数
小行星22723的轨道半长轴为389 979 105 km（2.6068122 UA），离心率为0.079。